# Celeste González
Celeste González Santana (Las Palmas de Gran Canaria, 17 de octubre de 1962) es una ex-bailarina y actriz de teatro, cine y televisión española.

## Primeros años
Celeste González nació y se crio en el barrio de Vegueta. Años más tarde se mudó junto con sus padres y sus cuatro hermanos a La Isleta, en Las Palmas de Gran Canaria.

## Carrera
Celeste González comenzó su carrera como bailarina de ballet, formándose con Lorenzo Godoy. Desde 1980 ha sido miembro de destacadas formaciones de danza dentro del ámbito español como el Ballet Clásico de Zaragoza (1980-1982), el Ballet Víctor Ullate (1983) y el Ballet Nacional de España.
Desde 1984 hasta 1986 formó parte del Ballet Royal de Wallonie de Bélgica, y ha recibido formación en países del extranjero como Estados Unidos y México.
En 2015 recibió el Premio de la Crítica de Cataluña en la categoría de «mejor solo de danza», por su interpretación del espectáculo "Wakefield Poole: visiones y revisiones".
En 2023 protagonizó el cortometraje Transición, dirigido por David Velduque, en el cual interpretó a Ángela, una mujer trans que vive sola hasta que un día despierta y encuentra a una desconocida en su casa.

## Filmografía

### Cine
| Año  | Título      | Papel  | Notas        |
| ---- | ----------- | ------ | ------------ |
| 2022 | Rosa        |        | Cortometraje |
| 2023 | Transición  | Ángela | Cortometraje |
| 2024 | Intercambio |        | Cortometraje |

### Televisión
| Año  | Título              | Papel         | Notas       |
| ---- | ------------------- | ------------- | ----------- |
| 2023 | Las noches de Tefía | La Sissi 2004 | 3 episodios |
| 2023 | 4 estrellas         |               | 7 episodios |
| 2025 | Weiss & Morales     | Juanita       | 1 episodio  |

## Teatro
- Ajuste de cuentas
- ARTES EN VIVO (1983)
- Ballet Nacional de España (1986-1993)
- Truenos y Misterios (2007)
- Animales Artificiales (2007)
- Cerrado por Aburrimiento (2007)
- Antes de la Metralla (2007)
- Circo de Pulgas (2007)
- Tres personas, todos los cuerpos (2009)
- DANZA + CABRA (2010, 2016 y 2017)
- Y el cuerpo se hace nombre (2016)
- Lo que tú quieras (2017-2018)
- La familia No (2018)
- Poderosas (2018)
- Sirenas varadas (2019)
- DAIMON y la jodida lógica (2019)
- Ningún hombre me llevará a la cumbre (2019 y 2021)
- Concerto Barroco Ring Ring (2020)
- Lapas y Viejas (2020)
- El Diablo en la playa (2020)
- Lo que tiembla y casi danza (2022)
- INLOCA (2023)[5]

## Vida personal
Celeste González consiguió cambiar su nombre y sexo en el registro en mayo de 2018, amparada bajo la Ley Trans de 2004.